# Rosenau am Hengstpaß
Rosenau am Hengstpaß osztrák község Felső-Ausztria Kirchdorf an der Krems-i járásában. 2019 januárjában 665 lakosa volt. 

## Elhelyezkedése

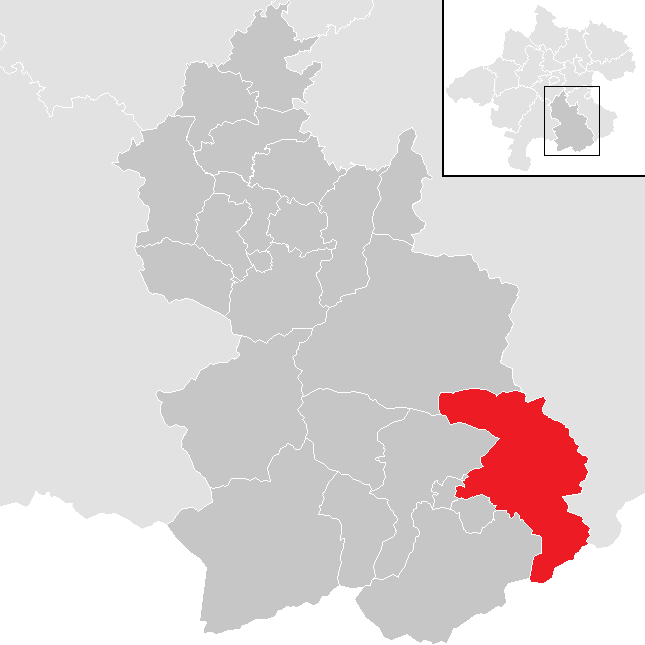
Rosenau am Hengstpaß a Kirchdorf an der Krems-i járásban

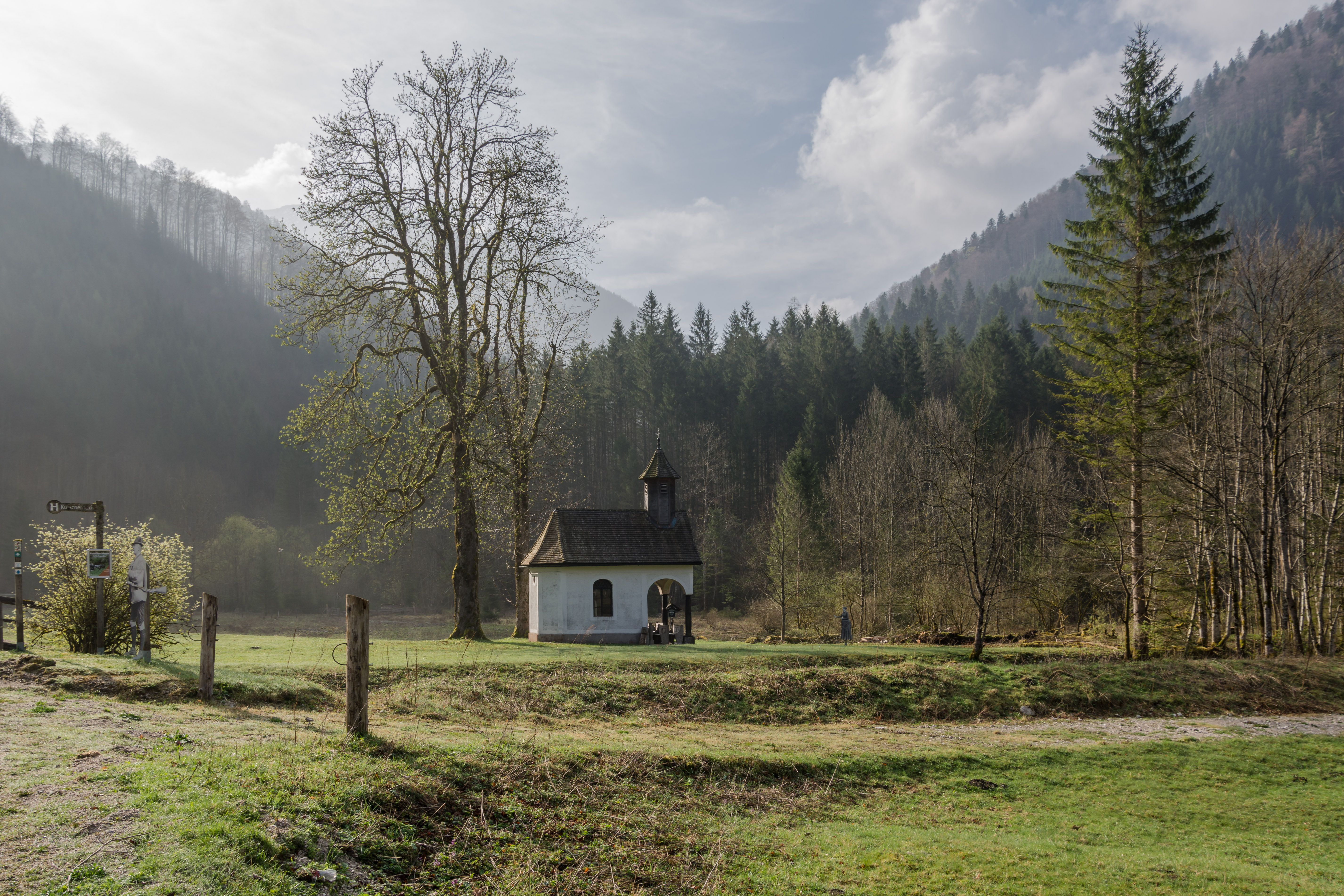
A Szt. Anna-kápolna

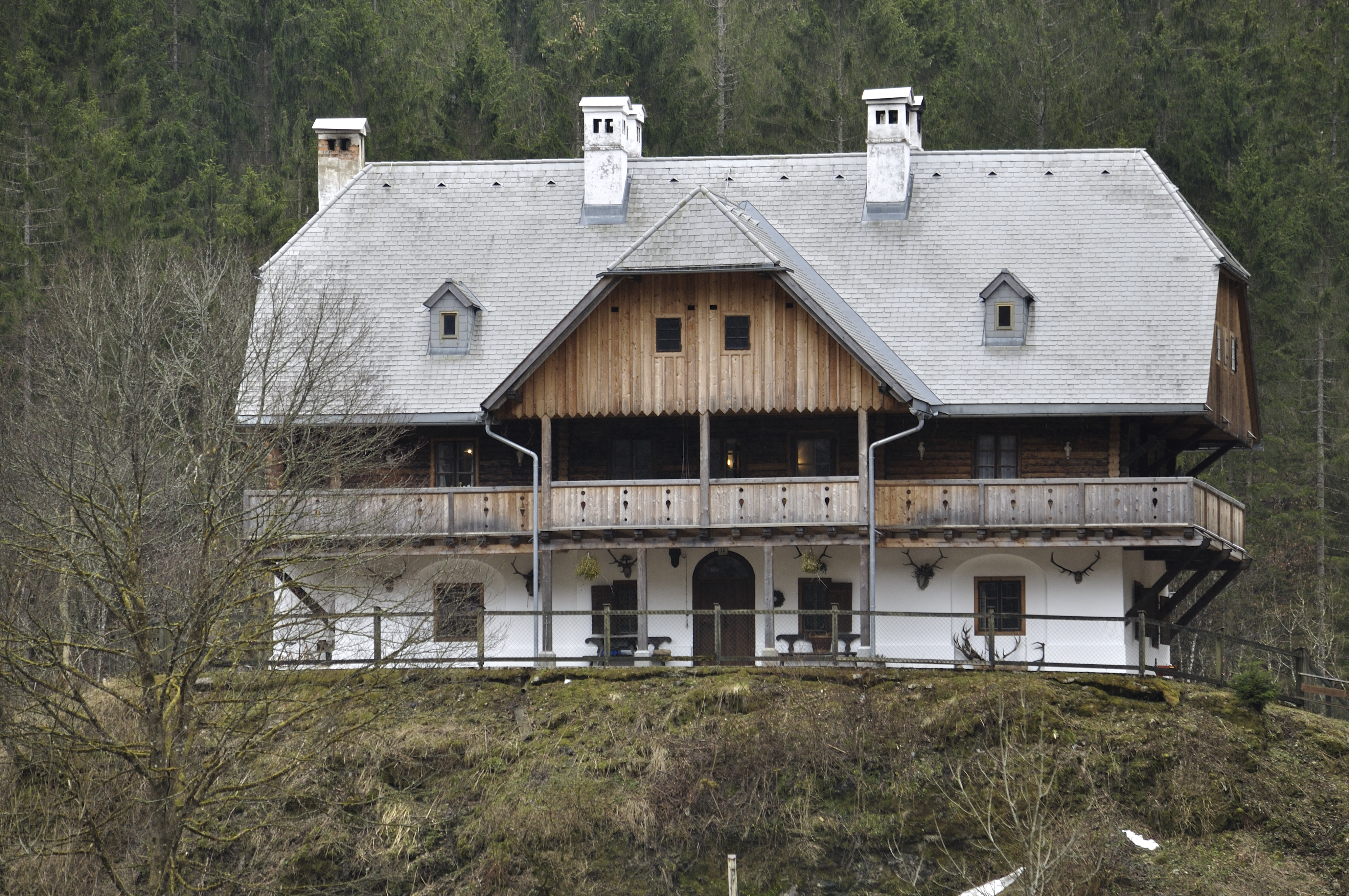
A Lamberg-erdészház

Rosenau am Hengstpaß Felső-Ausztria Traunviertel régiójában fekszik a Dambach folyó mentén, a Felső-Ausztriai Elő-Alpok déli lábainál. Hozzá tartozik a Kalkalpen Nemzeti Park jelentős hányada. Területének 70,4%-a erdő és 12,8% áll mezőgazdasági művelés alatt. Az önkormányzat két településrészt, illetve falut egyesít: Mühlreith (273 lakos 2019-ben) és Rosenau am Hengstpaß (392 lakos).
A környező önkormányzatok: délnyugatra Spital am Pyhrn, nyugatra Edlbach, Windischgarsten és Roßleithen, északnyugatra Molln, északkeletre Reichraming, keletre Weyer, délre Admont és Sankt Gallen (utóbbi kettő Stájerországban). 

## Története
Rosenau területe eredetileg Bajorország keleti határvidékéhez tartozott, a 12. században került az Osztrák Hercegséghez. 1490-ben az Ennsen túli Ausztria hercegségéhez sorolták. A helyi iparűzés 1622-ig vezethető vissza, amikor a falu tulajdonosa, a Spital am Pyhrn-i kolostor engedélyt adott egy kaszakovácsműhely megnyitásához, amelyet a Dambach patak erejével hajtottak.  A napóleoni háborúk során több alkalommal megszállták. 1904-ben a kaszaüzem bezárt, helyén három évvel később fafeldolgozó üzemet nyitottak, ami ma is működik. 1918-tól Rosenau Felső-Ausztria tartomány része. Miután a Német Birodalom 1938-ban annektálta Ausztriát, az Oberdonaui gauba osztották be, majd a második világháború után visszakerült Felső-Ausztriához.  

## Lakosság
A Rosenau am Hengstpaß-i önkormányzat területén 2019 januárjában 665 fő élt. A lakosságszám a csúcspontját 1971-ben érte el 928 fővel, azóta csökkenő tendenciát mutat. 2017-ben a helybeliek 89,1%-a volt osztrák állampolgár; a külföldiek közül 2,3% a régi (2004 előtti), 3,5% az új EU-tagállamokból érkezett. 3,2% a volt Jugoszlávia (Szlovénia és Horvátország nélkül) vagy Törökország, 2% egyéb országok polgára volt. 2001-ben a lakosok 83,3%-a római katolikusnak, 3% evangélikusnak, 4,7% ortodoxnak, 3% mohamedánnak, 5,8% pedig felekezeten kívülinek vallotta magát. Ugyanekkor a legnagyobb nemzetiségi csoportot a német (92,3%) mellett a szerbek alkották 5,9%-kal.
A lakosság számának változása:

| 2016 | 677 |
| 2018 | 663 |

## Látnivalók
- a Szent kereszt-templom 1950-ben épült.
- a Szt. Anna-kápolna
- a Lamberg-erdészház

## Testvértelepülések
- Hofgeismar (Németország)

## Fordítás
- Ez a szócikk részben vagy egészben  a   Rosenau am Hengstpaß című német Wikipédia-szócikk ezen változatának fordításán alapul.  Az eredeti cikk szerkesztőit annak laptörténete sorolja fel. Ez a jelzés csupán a megfogalmazás eredetét és a szerzői jogokat jelzi, nem szolgál a cikkben szereplő információk forrásmegjelöléseként.